# فيلي ريان
فيلي ريان (بالإنجليزية: Willie Ryan)‏ هو فارس أيرلندي، ولد في 22 ديسمبر 1964.